# Alpenus diversatus
Alpenus diversatus is een vlinder uit de familie spinneruilen (Erebidae), onderfamilie beervlinders (Arctiinae). De wetenschappelijke naam van de soort is, als Diacrisia diversata, voor het eerst geldig gepubliceerd in 1916 door Hampson.
Deze nachtvlinder komt voor in tropisch Afrika.